# Piwetozaur
Piwetozaur (Piveteausaurus divesensis) – dinozaur z grupy tetanurów (Tetanurae) o bliżej niesprecyzowanej pozycji systematycznej.
Żył w okresie jury (ok. 164-160 mln lat temu) na terenach Europy. Długość ciała ok. 11 m, wysokość ok. 4 m, masa ok. 2 t. Jego szczątki znaleziono we Francji (w departamencie Calvados).